# ان‌جی‌سی ۵۱۷۰
ان‌جی‌سی ۵۱۷۰ (انگلیسی: NGC 5170) یک کهکشان مارپیچی بزرگ، نزدیک، در صورت فلکی دوشیزه است. این کهکشان در ۷ فوریه ۱۷۸۵ توسط ویلیام هرشل کشف شد.